# Anton Prokesch von Osten

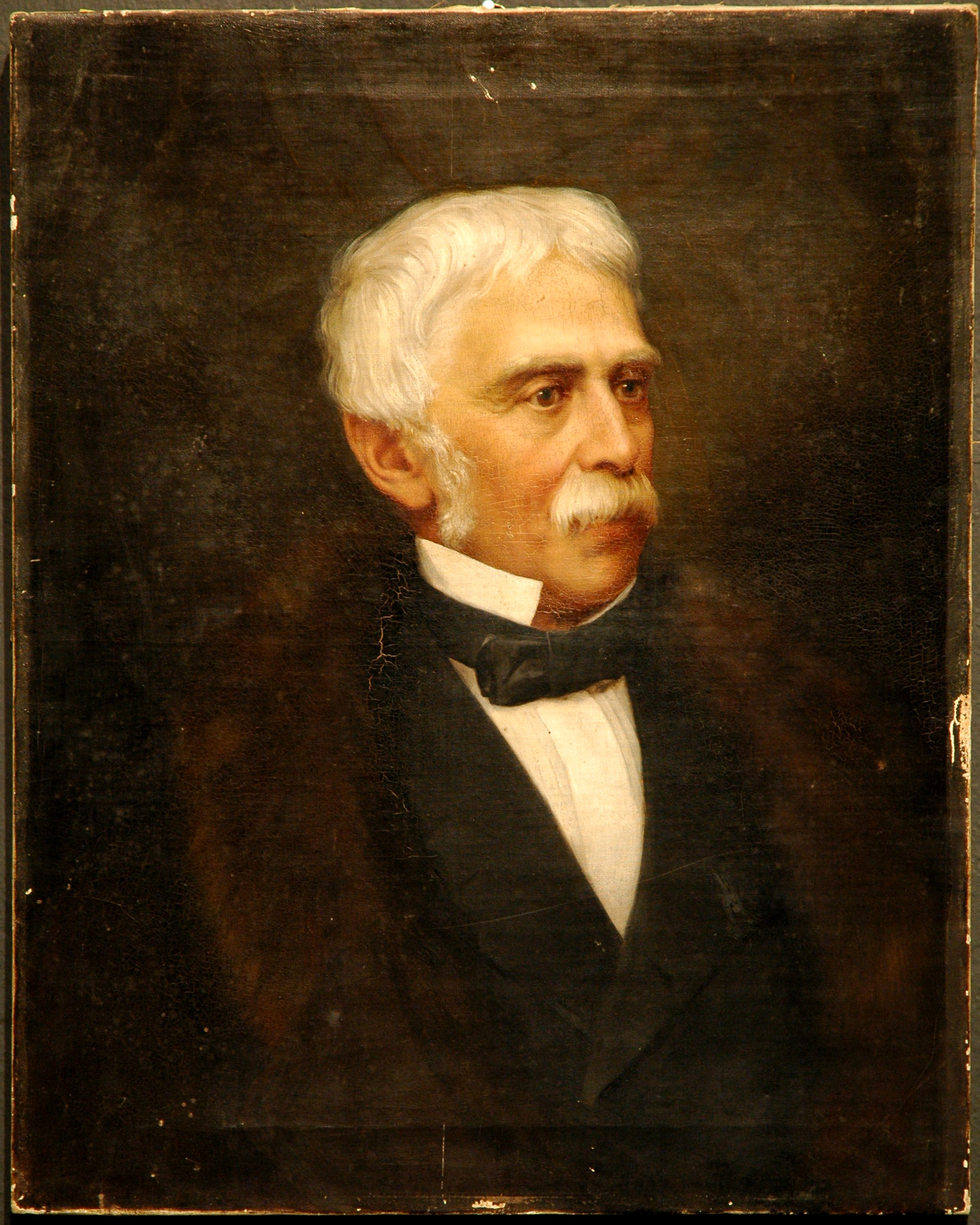
Graf Anton Prokesch von Osten

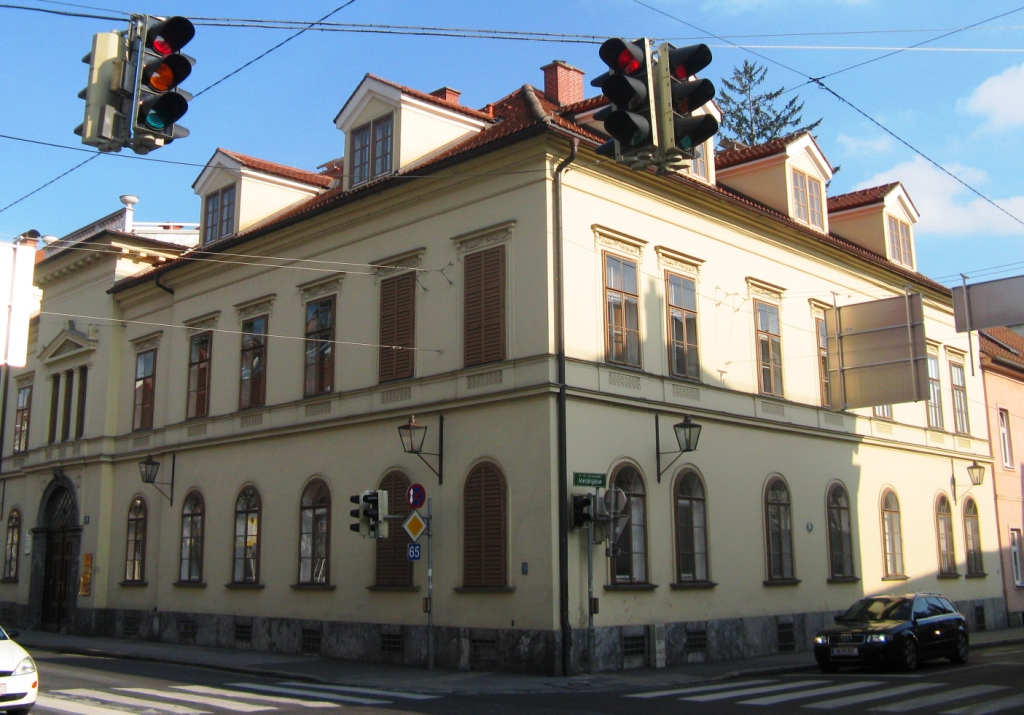
Graz, Elisabethstraße 38: ehemaliges Stadtpalais Prokesch-Osten

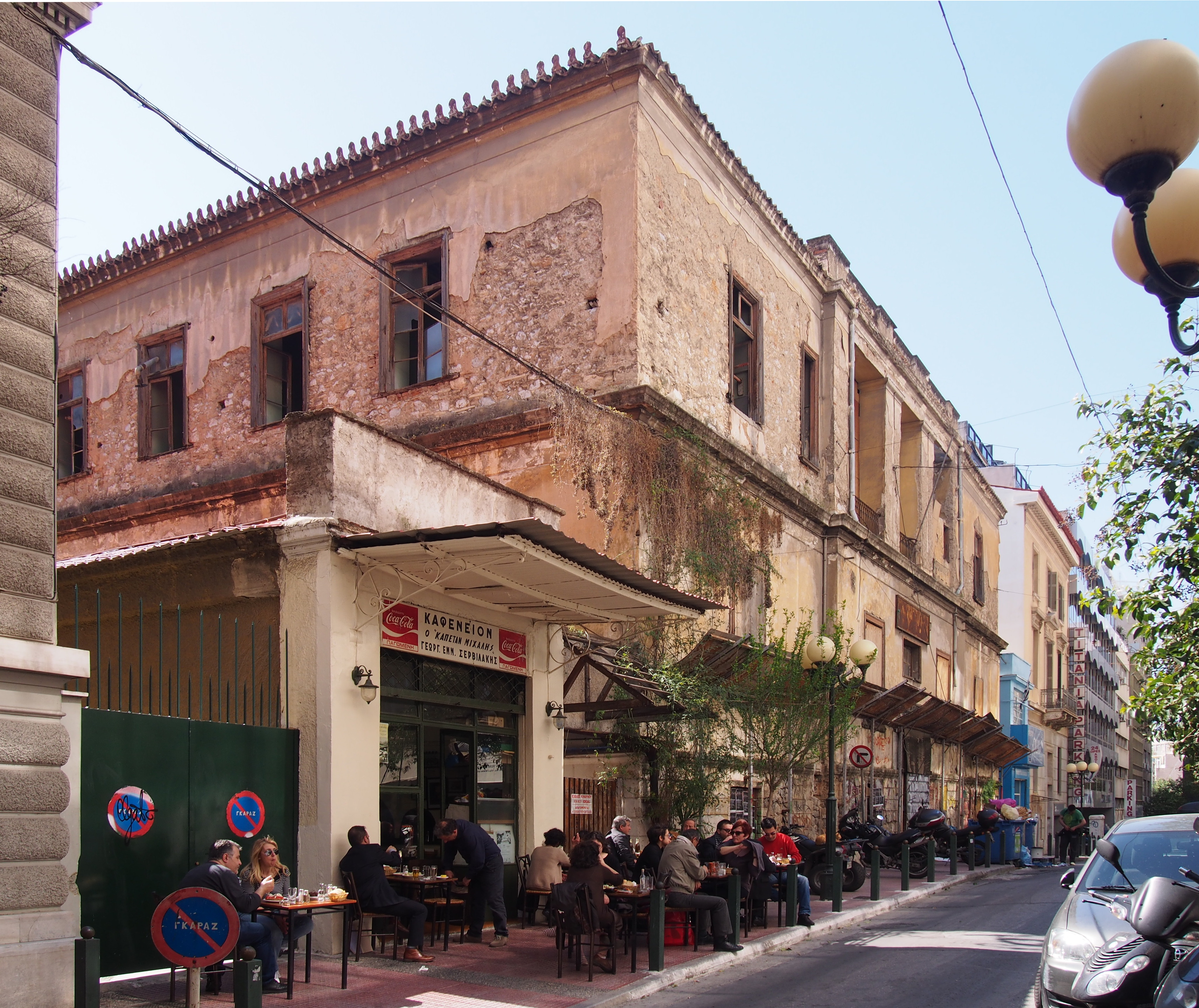
Das 1836–1837 errichtete Haus Prokesch-Ostens in Athen, 2004

Anton Prokesch, ab 1830 Ritter, ab 1845 Freiherr und ab 1871 Graf von Osten (* 10. Dezember 1795 in Graz; † 26. Oktober 1876 in Wien) war ein österreichischer General, Diplomat und Reiseschriftsteller.

## Leben
Anton Prokesch stammte aus einer mährischen Familie, deren ältester bekannter Vertreter Franz Prokes um 1700 als Händler in Groß-Seelowitz bei Auspitz lebte. Der 1795 in Graz geborene Prokesch machte von 1813 bis 1815 die Feldzüge gegen Frankreich mit. In Graz war er Gast im Salon von Marie Pachler-Koschak. Er wurde 1818 Adjutant des Feldmarschalls Schwarzenberg. In den folgenden Jahren mehrfach zu Missionen in den Orient verwendet, gelang es ihm 1829 mit dem Pascha von Akka eine Übereinkunft zu Gunsten der Christen im Heiligen Land abzuschließen. 1829 wurde er in der Jerusalemer Grabeskirche als Ritter in den Ritterorden vom Heiligen Grab investiert. Er wurde 1830 als „Ritter von Osten“ geadelt. Das Adelsprädikat sollte die großen Verdienste zum Ausdruck bringen, die sich Prokesch in der Levante erworben hatte.
Von 1830 bis zu dessen frühem Tod 1832 war Prokesch von Osten der Vertraute und Freund des jungen Herzogs von Reichstadt, des Sohnes Napoleons, der am österreichischen Hof lebte.
1831 ging er als Chef des Generalstabs mit der österreichischen Armee nach Bologna. 1833 war er an der Vermittlung eines Friedens zwischen dem Vizekönig Muhammad Ali Pascha von Ägypten und dem Sultan Mahmud II. in Kairo beteiligt, dabei wurde er von Ludwig von Kudriaffsky begleitet. 1834 bis 1849 war er Gesandter in Athen, wo er sich auch als Präsident des Kirchen-Administrationsrathes der Katholiken engagierte, 1849 bis 1852 Gesandter in Berlin. 1845 wurde er in den österreichischen Freiherrenstand erhoben. 1853 und 1854 war Prokesch dann Bundespräsidialgesandter in Frankfurt am Main. Durch die Forderung der Mobilmachung des Bundesheeres gegen Russland isolierte er während des Krimkriegs Österreich im Deutschen Bund. Diese Maßnahme wusste Bismarck gekonnt zu verhindern. Nach dieser Niederlage verlor Prokesch seinen Posten und wurde 1855 zum Internuntius, 1867 zum Botschafter in Konstantinopel ernannt. 1863 wurde er bereits zum Feldzeugmeister befördert. Bei seinem Abschied 1871 wurde er in den Grafenstand erhoben. Er war Mitglied der Berliner und Wiener Akademie der Wissenschaften und besaß eine ausgezeichnete Münzensammlung, die 1875 vom Berliner Museum angekauft wurde. Seit 1863 war er Ehrenmitglied der Griechischen philologischen Gesellschaft in Konstantinopel. Seine Grabstelle ist ein von Theophil von Hansen erbautes Mausoleum auf dem St.-Leonhard-Friedhof in Graz.

## Familie
Er heiratete am 25. November 1832 die Pianistin und Salonière Irene Kiesewetter von Wiesenbrunn (* 27. März 1809 in Wien; † 7. Juli 1872 in Graz), eine Tochter des Musikforschers Raphael Georg Kiesewetter. Sie war eine hervorragende Pianistin, mit Franz Schubert befreundet und führte in Graz einen einflussreichen Salon.
Das gräfliche Geschlecht der Prokesch von Osten ist mit dem Tod des Sohnes Anton („der Jüngere“, * 19. Februar 1837 in Athen; † 12. März 1919 in Gmunden) im Mannesstamm erloschen. Dieser war mit der Schauspielerin Friederike Goßmann verheiratet, mit der er in Gmunden in der „Villa Prokesch-Osten“ lebte und in Gmunden bedeutende soziale und kulturelle Aktivitäten entfaltete. Letztere hatten eine Tochter, Johanna, die später den k.u.k. Obersten Viktor Freiherrn von Schleinitz (1865–1957) heiratete und mit ihm einen Sohn hatte, Nikolaus Schleinitz-Prokesch (1895–1955), der eine diplomatische Laufbahn einschlug und dessen Nachkommenschaft sich bis heute fortsetzt.

## Standeserhebungen
- Österreichischer Ritterstand mit „von Osten“, verliehen in Wien am 24. Mai 1830 an Anton Prokesch, k.k. Major, ehemaliger Gesandter in Athen.
- Österreichischer Freiherrnstand am 1. Februar 1845 für Anton Ritter Prokesch von Osten, k.k. Generalmajor.
- Österreichischer Grafenstand, verliehen in Schönbrunn am 3. November 1871 an Anton Freiherrn Prokesch von Osten, k.k. Geheimer Rat und Feldzeugmeister, ehemaliger Botschafter in Konstantinopel (Diplom 6. Februar 1872).

## Wappen
|                                             | Wappen des Grafen Prokesch von Osten (1871) |
| Wappen des Grafen Prokesch von Osten (1871) | Blasonierung: „Durch sechs absteigende Spitzen im Spitzenschnitt erhöht geteilt von Gold, darin ein rotes Jerusalemkreuz (= Hinweis auf den Orden vom Heiligen Grab), und Blau, darin auf goldenem Sockel eine goldene Sphinx einwärts. Grafenkrone. Zwei gekrönte Helme: auf dem rechten mit rot-goldenen Decken ein altägyptischer Greif aus rotem Granit mit silbernen Flügeln, in den Pranken eine goldene Stange mit der österreichisch-ungarischen Kriegsflagge haltend; auf dem linken mit blau-goldenen Decken eine wachsende Minerva mit goldenem Schuppenpanzer, Medusenschild und Helm mit schwarzem Busch, in der Rechten eine Lanze mit braunem Schaft, silberner Spitze und goldener Quaste haltend. Schildhalter: rechts ein altägyptischer goldener Löwe, links ein altägyptischer Greif aus rotem Granit. Wahlspruch: Ex Oriente Lux.“ |
| Wappen des Grafen Prokesch von Osten (1871) | |

## Ehrung
In Graz ist die Prokesch-Osten-Gasse nach ihm benannt.

## Schriften

### Werke zu Lebzeiten
- 1823: Über den Feldzug 1814. Wien
- 1823: Denkwürdigkeiten aus dem Leben des Feldmarschalls Fürsten Carl zu Schwarzenberg. Wien: Carl Schaumburg et Comp. (archive ≈ Google; BSB)
  - Neuausgabe 1861: Denkwürdigkeiten aus dem Leben des Feldmarschalls Fürsten Carl zu Schwarzenberg. Neue Ausgabe. Wien: Wilhelm Braumüller (archive)
- 1829–1831: Erinnerungen aus Aegypten und Kleinasien. Wien: Carl Armbruster
  - Band I (1829) (archive ≈ Google)
  - Band II (1830) (archive ≈ Google)
  - Band III (1831) (archive ≈ Google)
- 1831: Das Land zwischen den Katarakten des Nil. Mit einer Karte, astronomisch bestimmt und aufgenommen im Jahre 1827. Wien: Carl Gerold (archive ≈ Google)
- 1831: Reise ins heilige Land. Im Jahr 1829. Wien: Carl Gerold (archive ≈ Google), Digitalisat
  - Dänische Ausgabe 1839: Reise i det hellige Land. Üb. Christian Winther. Kopenhagen: H.C. Klein (archive)
- 1836–1837: Denkwürdigkeiten und Erinnerungen aus dem Orient, vom Ritter Prokesch von Osten. Aus Jul. Schnellers Nachlaß herausgegeben von Ernst Münch. Stuttgart: Hallberger
  - Band I (1836) (archive ≈ Google)
  - Band II (1836) (archive ≈ Google)
  - Band III (1837) (archive ≈ Google)
- 1842–1844: Kleine Schriften von Ritter Anton von Prokesch-Osten. Gesammelt von einem Freunde. Stuttgart: Hallberger
  - Band I (1842): Militärisches I. (archive)
  - Band II (1842): Militärisches II. (archive ≈ Google)
  - Band III (1842): Militärisches III. (archive ≈ Google)
  - Band IV (1844): Biographisches (archive)
  - Band V (1844): Kunst und Leben. Literarisches (archive) (Farbscan)
  - Band VI (1844): Gedichte (archive) (Farbscan)
  - Band VII (1844): Krieg des Vizekönigs von Aegypten Mohammed Ali's gegen den Sultan. In den Jahren 1831–1833 (archive)
- 1867: Geschichte des Abfalls der Griechen vom Türkischen Reiche im Jahre 1821 und der Gründung des Hellenischen Königreiches. Aus diplomatischem Standpuncte. Wien: Carl Gerold
  - Band I (Text. Band I) (archive ≈ Google)
  - Band II (Text. Band II) (archive ≈ Google)
  - Band III (Beilagen. Band I) (Google)
  - Band IV (Beilagen. Band II) (archive ≈ Google)
  - Band V (Beilagen. Band III) (archive ≈ Google)
  - Band VI (Beilagen. Band IV) (Google)
  - Griechische Ausgabe in zwei Bänden, Athen: 1868–1869 (Hathitrust)
- 1877: Mehmed Ali, Vize-König von Aegypten. Aus meinem Tagebuche 1826–1841. Wien: Wilhelm Braumüller (archive ≈ Google)

### Briefe und Dokumente aus dem Nachlass
- 1832: Schreiben an *** über den Herzog von Reichstadt. Freiburg i. Br.: Herder (Digitalisat)
- 1834: Briefwechsel zwischen Julius Schneller und seinem Pflegesohne Prokesch. Aus Schnellers hinterlassenen Papieren herausgegeben von Ernst Münch. Leipzig – Stuttgart: J. Scheible (Google)
- 1878: Mein Verhältniß zum Herzog von Reichstadt. Zwei Sendungen nach Italien. Selbstbiographische Aufsätze aus dem Nachlaß des Grafen Prokesch-Osten (…). Stuttgart: W. Spemann (archive ≈ Google)
  - Französische Ausgabe 1878: Mes relations avec le duc de Reichstadt. Mémoire posthume traduit de l'allemand. Paris: E. Plon et Cie. (Hathitrust)
- 1881: Aus dem Nachlasse des Grafen Prokesch-Osten, k.k. österr. Botschafter und Feldzeugmeister. Briefwechsel mit Herrn von Gentz und Fürsten Metternich.[7] 2 Bände. Wien: Carl Gerold’s Sohn (archive: Band I – Band II)
- 1896: Aus den Briefen des Grafen Prokesch von Osten, k.u.k. österr. Botschafters und Feldzeugmeisters (1849–1855). Wien: Carl Gerold’s Sohn (archive)
- 1898: Briefwechsel zwischen Erzherzog Johann Baptist von Oesterreich und Anton Graf v. Prokesch-Osten: nebst Auszügen aus den Tagebuchblättern des Erzherzogs Johann über seinen Aufenthalt in Athen im November 1837. Stuttgart: A. Bonz
- 1909: Aus den Tagebüchern des Grafen Prokesch von Osten, k. und k. österr.-ungar. Botschafters und Feldzeugmeisters. 1830–1834.[7] Wien. Christoph Reißer's Söhne (archive)